# Port Rashid
Le port Rashid ou (ar) : ميناء راشد, Mina Rashid est un port situé à Dubaï aux Émirats arabes unis.

## Histoire
C'est un port créé en 1972 voulu par Rachid ben Saïd Al Maktoum qui est exploité par DP World.
C'est le port d'attache du Queen Elizabeth 2 devenu un hôtel flottant.